# TOUCH OF DUNE
『TOUCH OF DUNE』（タッチ オブ デューン）は、日本のロックバンド、L'Arc〜en〜Cielのミュージック・クリップ集。1993年10月21日発売。発売元はDanger Crue Records。

## 解説
本作品は、1993年4月に発表したアルバム『DUNE』に収録された楽曲「Dune」「Floods of tears」「As if in a dream」のミュージック・ビデオを収めたミュージック・クリップ集。
本作に収録された映像は、L'Arc〜en〜Cielとして初めて製作したミュージック・ビデオとなっている。収録された3曲のミュージック・ビデオのコンセプトについて、sakuraは「3曲入っているんですけど、1曲1曲ではなく3曲でひとつの流れがある様な作り方をしていて、そのうえでこの曲はこういうイメージで、という想定があるんですよ。「Dune」はライヴに近い雰囲気で、「Floods of tears」はもう少しマニアックな個人の思い描いている世界、3曲目はラルクとしての広がりとか、そんな感じになっているんです。ひとつひとつのプロモーション・ビデオの並びではなくて、3曲でひとつのビデオ作品なんです」と語っている。
また、この映像では演奏パート以外に、メンバーが演技のような振る舞いをするシーンも挿入されている。sakuraは、映像撮影を振り返り「ビデオ撮影って初めてだったからさ、何していいんだか、さっぱり分かんなかったな、正直なところ」「今回の撮影でかなり勉強させてもらいましたからね、映像のアイデアとか。ビデオ・プロデューサーの人を中心にかなりアイデアを持ってきてくれて、俺達だけでは足りなかった部分をかなり補ってくれたんですよ。今回勉強した分、次に良い形で役立てるんじゃないかな」と本作発売当時に語っている。
本作は10,000本限定で、VHS規格で生産されている。また、この作品で自身初となるオリコン週間インディーズビデオチャート首位を獲得している。
なお、この作品は現在に至るまでBlu-ray Disc及びDVDで再販されていないうえ、他のメディアでも長らく配信されていなかった。そのため、収録された映像は入手・視聴が困難な状態にあった。ただ、2023年5月30日にアルバム『DUNE』の発売から30年を記念し制作されたリマスタリングアルバム『DUNE (Remastered 2023)』がリリースされたことを受け、公式YouTubeアーティストチャンネルにおいて「Dune」「Floods of tears」「As if in a dream」の3曲のミュージック・ビデオが無料公開されることになった。

## 収録曲
- オープニングで「Shutting from the sky」、1曲目と2曲目の間で「失われた眺め」、エンディングで「Voice」の映像が流れる。

1. Dune
（ディレクター：後藤新吾）
2. Floods of tears
（ディレクター：後藤新吾）
3. As if in a dream
（ディレクター：後藤新吾）